# Comtat de Labajos
El comtat de Labajos és un títol nobiliari espanyol de caràcter hereditari que va ser concedit el 18 de juliol de 1949 pel cap d'estat Francisco Franco a títol pòstum a favor de Onésimo Redondo y Ortega, fundador de les Juntas Castellanas de Actuación Hispánica, dirigent nacionalsindicalista i un dels fundadors de les JONS, mort en una emboscada en la localitat segoviana de Labajos a començaments de la Guerra Civil Espanyola.

## Comtes de Labajos
1. Onésimo Redondo y Ortega (1949), casat amb Mercedes Sanz-Bachiller Izquierdo.
2. María de las Mercedes Redondo y Sanz-Bachiller, casada amb Pedro Temboury de la Muela, IX comte de les Infantas.